# هيثم (اسم)
هَيْثَم اسم عربي نادر قديم.

## معنى اسم اية
يعني اسم هيثم في المعاجم العربية،الصقر، أو العقاب، ومنه سمي الرجل هيثمًا كعادة العرب في التسمية، والصقر والعقاب من الطيور الكريمة التي لها شرف ومكانة في مخيلة العرب حيث يعتقدون أنها لا تأكل الجيف بل تأكل مما تصطاده.

## معاني أخرى
- الهيثمة نبات صحراوي عشبي يتبع الفصيلة النجيلية، وتسمى في التسميات المعاصرة قضقاض أرجواني.

- الهثم هو السهل،والكثيب الأحمر وقال ابن الاعرابي الهثم القيزان المنهالة ومعنى القيزان جمع قوز وهو الكثيب الرملي العالي.

## أصل الاسم
أصل الاسم من الجذر الثلاثي هثم ويعني قسم الشيء ويعني أيضًا سحق الشيء ودقه.

## بعض ممن حمل هذا الاسم من الصحابة والتابعين
هناك عدد من الصحابة حملوا اسم هيثم أو تكنوا به، ومنهم:
1. أبو الهيثم مَالِكُ بنُ التَّيَّهانَ بن مالك الأَنصاري:أكرم النبي -صلى الله عليه وسلم- وكان كثير النخل والشاء.
2. الهيثم بن نصر بن دَهْر الأَسْلَمِيّ :روى حديثُا واحدًا عن النبي -صلى الله عليه وسلم-.[6]
3. الهيثم بن ضِرَار بن حرملة الغطفانيّ:صحابي غزا أذربيجان مع سعيد بن العاص.
4. الهيثم بن قيس بن الصلت: استعمله -النبي صلى الله عليه وسلم- على صدقات بني سليم.[7]
5. الهيثم الحنفي:من بني حنيفة وقد ثبت على إسلامه ولم يرتد كما ارتدت قبيلته.
6. الهيثم بن نهيك الأنصاري يكنى أبو معقل: شهد أحدًا، ويقال: إنه مات في حجة الوداع.
7. الهيثم بن مالك التنوخي، صحابي شهد فتح مصر.
8. الهَيْثَم بن الأسْوَد بن قيس النخعي، تابعي يكنى أبا العُريان. قال ابن الكلبيّ: كان من رجال مذحج، وقُتِل أبوه يوم القادسية. وكان الهيثم خطيبًا شاعرًا.
9. الهيثم بن مالك الطائيّ، تابعي روى حديثين.

## بعض ممن حمل أو كان في اسمه هيثم من مشاهير العرب
1. هيثم بن طارق  سلطان عُمان
2. الحسن بن الهيثم،فيزيائي عربي.
3. أبو حية النميري،اسمه الهيثم بن الربيع بن زرارة النميري شاعر مخضرم.
4. الهيثم بن عدي،راوية ومؤلف لعدد من المصنفات اللغوية توفي 207هـ
5. الهيثم بن جميل،أحد رواة الحديث النبوي.
6. الهيثم بن عبيد الكناني،والي أموي على الأندلس.
7. نور الدين الهيثمي،عالم من علماء الحديث النبوي.
8. أبو الهيثم الرازي،أديب ونحوي مسلم في القرن الثالث الهجري.
9. الهيثم بن أبي ذؤيب السعدي.[8]

## اندثار اسم هيثم ورجوعه
انقرض اسم هيثم لفترة من الزمن إلى أن عاد استعماله قبل 88 سنة وكان أول من كنى نفسه أبو الهيثم بعد اندثار الاسم الشيخ علي الطنطاوي.

## أماكن
- الهيثمية: من قرى سوريا
- الهيثمية: من قرى اليمن
- الهياثم: من قرى الخرج

## قائمة بمن يحمل اسم هيثم من المشاهير
- كود سباركل
- تحديث القائمة

1. هيثم أبو خليل.
2. هيثم أبو صالح، صحفي لبناني.
3. هيثم أحمد زكي، ممثل مصري.
4. هيثم الجاسم.
5. هيثم الدرازي.
6. هيثم الشبول، لاعب كرة قدم أردني.
7. هيثم الطيب، شاعر عراقي.
8. هيثم العصامي، لاعب كرة قدم نرويجي.
9. هيثم الفزاني، لاعب كرة قدم مصري.
10. هيثم المالح.
11. هيثم المناع، كاتب سوري.
12. هيثم اليمني.
13. هيثم برجكلي، لاعب كرة قدم سوري.
14. هيثم جبر، ممثل سوري.
15. هيثم حقي.
16. هيثم دبور، صحفي مصري.
17. هيثم دسوقي.
18. هيثم ذيب، لاعب كرة قدم فلسطيني.
19. هيثم رباني، صحفي جزائري.
20. هيثم رشيد وهيب، سياسي عراقي.
21. هيثم زين، لاعب كرة قدم لبناني.
22. هيثم سعيد، ممثل مصري.
23. هيثم سمرين، لاعب كرة قدم أردني.
24. هيثم شاكر، مغني وممثل مصري.
25. هيثم طمبل، لاعب كرة قدم سوداني.
26. هيثم عساف.
27. هيثم فاروق، لاعب كرة قدم مصري.
28. هيثم كاظم، لاعب كرة قدم عراقي.
29. هيثم محمد، ممثل مصري.
30. هيثم مصري، ممثل لبناني.
31. هيثم مصطفى، لاعب كرة قدم سوداني.
32. هيثم ناجح، لاعب كرة قدم أردني.
33. هيثم نبيل، مطرب مصري.
34. هيثم يوسف، مغني عراقي.